# Montgomery (Massachusetts)
Pour les articles homonymes, voir Montgomery.
Montgomery est une ville du Comté de Hampden dans l’État du Massachusetts.
Elle a été incorporée en 1780.
Sa population était de 819 habitants en 2020.